# Stołnik
Stołnik (bułg. Столник) – wieś w Bułgarii, w obwodzie sofijskim, w gminie Elin Pelin. Według danych szacunkowych Ujednoliconego Systemu Ewidencji Ludności oraz Usług Administracyjnych dla Ludności, 15 grudnia 2018 roku miejscowość liczyła 708 mieszkańców.

## Osoby związane z miejscowością
- Cwjatko Anew (1911–2002) – bułgarski polityk
- Tone Perenowski (1909–1985) – bułgarski partyzant
- Nedjałko Welew (1908–1997) – bułgarski działacz społeczny, elektroinżynier